# 28159 Giuricich
28159 Giuricich è un asteroide della fascia principale. Scoperto nel 1998, presenta un'orbita caratterizzata da un semiasse maggiore pari a 2,2486787 UA e da un'eccentricità di 0,1082346, inclinata di 6,44770° rispetto all'eclittica.